# Susanne Kerstin Schmidt
Susanne Kerstin Schmidt ist eine deutsche Politikwissenschaftlerin.

## Leben
Von 1984 bis 1988 studierte sie Politikwissenschaft an den Universitäten Marburg und Hamburg. Von 1989 bis 1990 war sie Research Officer an der Science Policy Research Unit (SPRU), University of Sussex. Im Herbst 1997 hatte sie einen Forschungsaufenthalt am Centre de recherches internationales. Nach dem MSc-Abschluss 1989 in Science, Technology and Industrialisation an der University of Sussex und der Promotion 1998 in Politikwissenschaft an der Universität Hamburg. Dissertationsschrift Die wettbewerbsrechtliche Handlungsfähigkeit der Europäischen Kommission in staatsnahen Sektoren hatte sie im Frühjahr 1998 einen Forschungsaufenthalt am Robert Schuman Centre. Von 1990 bis 2005 war sie wissenschaftliche Mitarbeiterin am MPIfG. Im Oktober 2005 wurde sie zur Professorin für Politikwissenschaft an der Universität Bielefeld ernannt. Nach der Habilitation 2005 (venia legendi in Politikwissenschaft) an der FernUniversität Hagen und Ernennung zur Privatdozentin; Habilitationsschrift Rechtsunsicherheit statt Regulierungswettbewerb: Die nationalen Folgen des europäischen Binnenmarkts für Dienstleistungen lehrt sie seit September 2006 als Professorin für Politikfeldanalyse an der Universität Bremen. Von 2009 bis 2012 war sie Dean der Bremen International Graduate School of Social Sciences (BIGSSS).
Ihre Forschungsinteressen sind europäische Integration, Global Governance, Politikfeldanalyse, institutionalistische Theorien und vergleichende Regierungslehre.

## Schriften (Auswahl)
- Liberalisierung in Europa. Die Rolle der Europäischen Kommission. Frankfurt am Main 1998, ISBN 3-593-35971-5.
- als Herausgeberin mit Adalbert Hepp: Auf der Suche nach der Problemlösungsfähigkeit der Politik. Fritz W. Scharpf im Gespräch. Frankfurt am Main 2017, ISBN 3-593-50796-X.